# Гельмут фон дер Шевалері
Густав Ганс Ердманн Гельмут фон дер Шевалері (Gustav Hans Erdmann Hellmuth von der Chevallerie; 9 листопада 1896, Берлін — 1 червня 1965, Вісбаден) — німецький воєначальник, генерал-лейтенант вермахту. Кавалер Лицарського хреста Залізного хреста.

## Біографія
Виходець із знатного роду французького походження. Учасник Першої світової війни. Після демобілізації армії залишений в рейхсвері. З 6 жовтня 1939 року — ад'ютант командування 12-го армійського корпусу. З 15 січня 1940 року — в штабі 83-го запасного стрілецького полку. З 20 липня 1940 року — командир 86-го стрілецького полку. Учасник німецько-радянської війни. З березня 1942 року — командир 10-ї стрілецької бригади. Влітку 1942 року відправлений у резерв фюрера. З 13 жовтня 1942 року виконував обов'язки командира 22-ї танкової дивізії. З 1 листопада 1942 року — командир 13-ї танкової дивізії. 1 грудня 1942 року важко поранений, після лікування 15 травня 1943 року знову очолив дивізію. 1 вересня 1943 року здав командування і 25 жовтня знову відправлений у резерв. З 15 листопада 1943 року — командир 273-ї резервної танкової дивізії. Після розпуску дивізії 9 травня 1944 року знову відправлений у резерв. З 15 серпня 1944 року — командир 233-ї резервної танкової дивізії. 3 жовтня знову відправлений у резерв, 1 листопада очолив військовий полігон Бергена. 20 лютого 1945 року здав командування і знову відправлений у резерв. З 1 квітня 1945 року — командувач військами в імперському гау Судетенланд. В травні взятий в полон союзниками. В червні 1947 року звільнений.

## Звання
- Доброволець (4 серпня 1914)
- Єфрейтор (30 жовтня 1914)
- Унтерофіцер (27 січня 1915)
- Віцефельдфебель і заступник офіцера (6 квітня 1915)
- Фенріх (7 червня 1915)
- Лейтенант (11 травня 1917)
- Оберлейтенант (31 липня 1925)
- Ротмістр (1 лютого 1931)
- Майор (1 січня 1936)
- Оберстлейтенант (1 лютого 1939)
- Оберст (17 грудня 1941)
- Генерал-майор (1 листопада 1942)
- Генерал-лейтенант (1 травня 1943)

## Нагороди
- Залізний хрест
  - 2-го класу (24 квітня 1915)
  - 1-го класу (20 жовтня 1916)
- Нагрудний знак «За поранення» в чорному (8 грудня 1919)
- Почесний хрест ветерана війни з мечами (20 грудня 1934)
- Медаль «За вислугу років у Вермахті»
  - 4-го, 3-го і 2-го класу (18 років; 2 жовтня 1936) — отримав 3 медалі одночасно.
  - 1-го класу (25 років)
- Медаль «За Атлантичний вал» (22 листопада 1940)
- Застібка до Залізного хреста
  - 2-го класу (9 липня 1941)
  - 1-го класу (20 липня 1941)
- Нагрудний знак «За танкову атаку» (13 серпня 1941)
- Нагрудний знак «За поранення» в золоті (20 грудня 1941)
- Німецький хрест в золоті (19 квітня 1942)
- Медаль «За зимову кампанію на Сході 1941/42» (14 грудня 1942)
- Лицарський хрест Залізного хреста (30 квітня 1943)
- Орден Михая Хороброго 3-го класу (Румунське королівство; 20 жовтня 1943)
- Кубанський щит (1 червня 1944)